# Širvinta (Šventoji)
Die Širvinta ist ein linker Nebenfluss der Šventoji. Sie entspringt im Landkreis Vilnius und durchfließt den Rajon Ukmergė sowie die nach ihr benannte Kreisstadt Širvintos, bevor sie in die Šventoji am Dorf Dubiai (zwischen Upninkai und Vepriai im Rayon Jonava) mündet. Die Länge des Flusses beträgt etwa 130 Kilometer. Die für litauische Verhältnisse schnelle Strömung, nebst der reizvollen Natur, macht den Fluss für Kajakfahrer und Paddler interessant. Es gibt das Širvinta-Landschaftsschutzgebiet.
Der Name des Flusses leitet sich von litauisch širvas „grau, weiß, Schimmel- (Pferd)“ her.